# Pripiat (rivière)
Pour l’article homonyme, voir Pripiat.
La rivière Pripiat ou le Pripet (en ukrainien : Прип’ять, Prypiat ; en biélorusse : Прыпяць, Prypiats ; en polonais : Prypeć) est un cours d'eau d'Europe de l'Est qui arrose l'Ukraine et la Biélorussie, puis revient en Ukraine où il se jette dans le Dniepr/Dnipro.
Le 17 février 2022, l'armée biélorusse jette en Biélorussie à proximité de l’Ukraine un pont flottant par-dessus la rivière pour permettre aux soldats russes leur intervention en Ukraine.

## Géographie

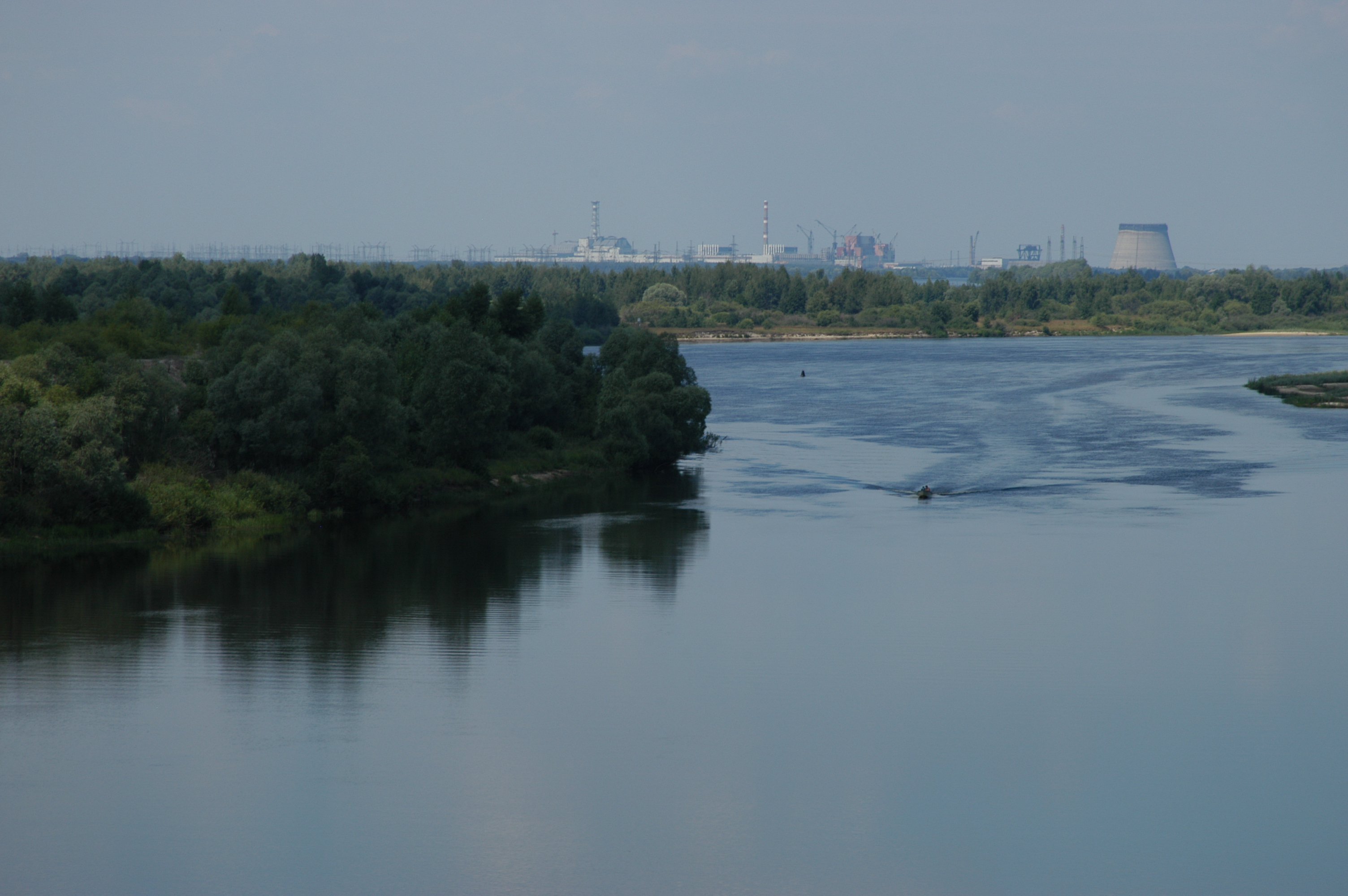
Le Pripiat, avec la centrale de Tchernobyl à l'horizon.

### Parcours
Le Pripiat a une longueur d'approximativement 710 km et un bassin versant d'à peu près 121 000 km2.
La rivière prend sa source à l'extrême nord-ouest de l'Ukraine, à quelque 10 km de la frontière polonaise, dans la région appelée Volhynie. Du côté polonais de la frontière à cette hauteur se trouve la ville de Włodawa. Le Pripiat coule d'emblée en direction de l'est et traverse la frontière biélorusse au sud de la ville de Pinsk. Il coule dès lors d'ouest en est dans la dépression sous-peuplée de la Polésie, où se trouve une zone de marécages très étendue. À partir de Mozyr, le cours d'eau est à nouveau entouré de berges solides. Depuis cette ville, le Pripiat change de direction, et coule vers le sud-est.
Peu avant la ville de Pripiat, la rivière passe sur territoire ukrainien. Elle traverse alors la zone de 30 km autour de la centrale nucléaire de Tchernobyl, où la catastrophe nucléaire s'est produite. Par conséquent, elle a drainé et draine encore actuellement des radioisotopes.
Son embouchure dans le Dniepr/Dnipro se trouve à 25 km en aval de Tchernobyl, à plus ou moins 80 km au nord de Kyïv, la capitale du pays.

### Les marais du Pripiat ou marais de Pinsk
La vallée du Pripiat constitue la plus grande zone humide d'Europe. Ce sont les « marais du Pripiat » ou « marais de Pinsk ». Dans les années 1960, une partie de ces marais a été asséchée.  
La vallée du Pripiat est pour partie protégée par deux parcs nationaux biélorusses : parc national de la Pripiat (fondé en 1996 sur la rive droite de la rivière, entre les localités de Tourav et de Petrikav), et la réserve radioécologique d'État de Polésie qui correspond à la zone la plus contaminée par la catastrophe de Tchernobyl et qui est en partie interdite d'accès, mais qui accueille une faune sauvage d'un grand intérêt. Le parc Prypyatski s'étend sur 82 529 hectares (825 km2). Il fut créé en 1996 comme parc de conservation du paysage et réserve naturelle hydrobiologique. Sa longueur est-ouest est de 64 kilomètres et de 27 kilomètres du nord au sud. Outre les forêts typiques de la vallée du Pripiat, le parc comprend de nombreux petits cours d'eau. Il s'étend sur une zone à reliefs très modérés. La rivière elle-même coule généralement en dehors de la zone protégée.

## Affluents
- La Pina (rive gauche), 40 km, qui conflue à Pinsk et alimente le canal Dniepr-Bug
- La Iasselda (rive gauche), 242 km, qui conflue à une vingtaine de kilomètres à l'est de la ville de Pinsk
- La Touria (rive droite), 184 km
- Le Stokhid (rive droite), 188 km
- Le Styr (rive droite), 494 km, né dans la région de Loutsk en Ukraine
- Le Horyn (rive droite), 659 km
- l'Oubort (rive droite), 292 km

## Principales villes traversées ou longées
- Pinsk
- Mozyr
- la ville fantôme de Pripiat

## Hydrométrie - Les débits mensuels à Mozyr

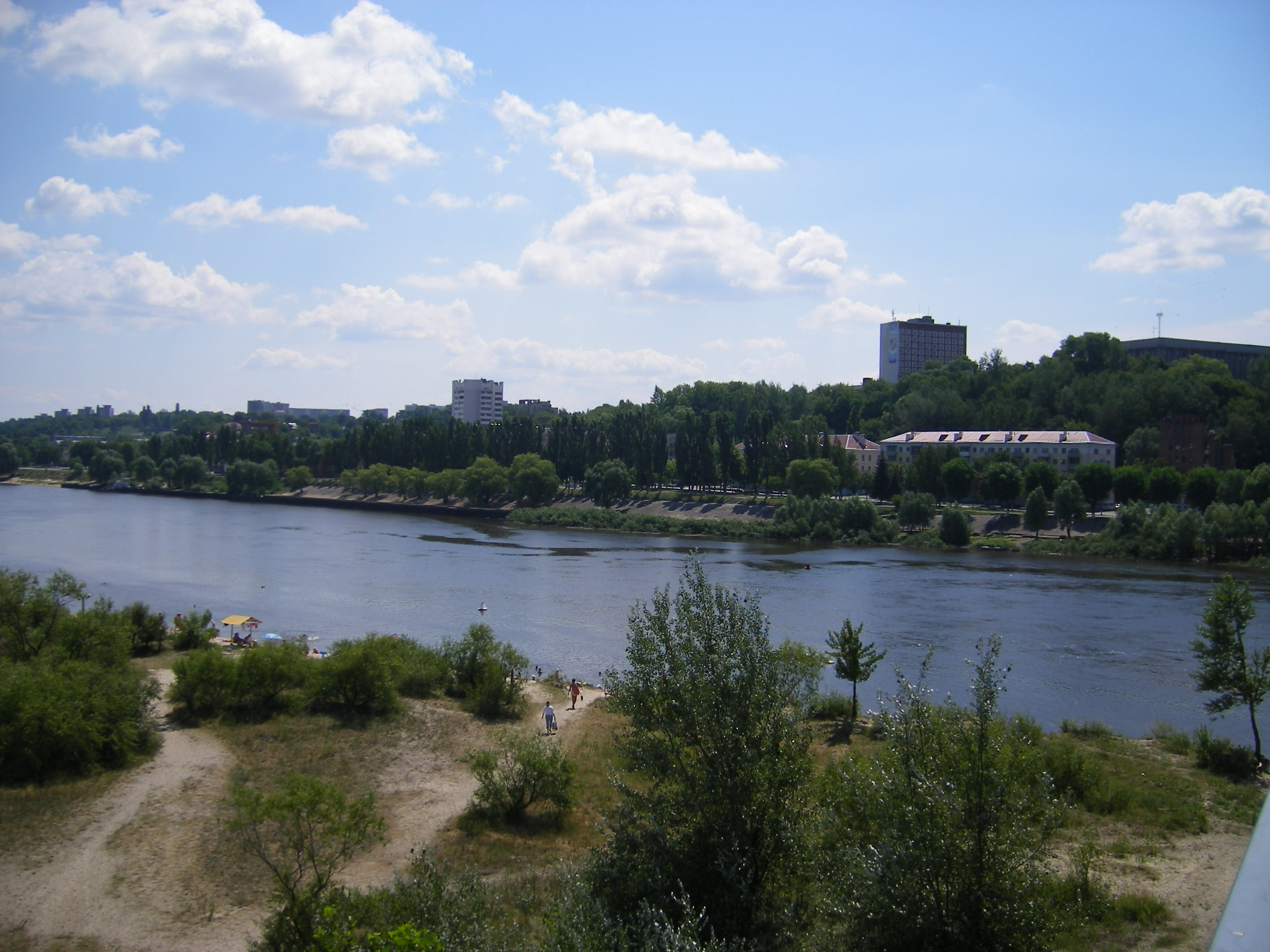
Le Pripiat à Mozyr.

Le débit de la rivière a été observé pendant 20 ans (1965-1984) à Mozyr, ville située dans l'oblast biélorusse de Gomel, à quelque 120 kilomètres de son confluent avec le Dniepr. 
À Mozyr, le débit inter annuel moyen ou module observé sur cette période était de 455 m3/s pour une surface de drainage de 101 000 km2, soit quelque 83 % de la totalité du bassin versant.
La lame d'eau écoulée dans cette partie de bassin versant de la rivière - de loin la plus importante - se monte ainsi à 142 millimètres par an, ce qui peut être considéré comme assez modéré.
Rivière alimentée en grande partie par la fonte des neiges, le Pripiat est un cours d'eau de régime nivo-pluvial de plaine qui présente globalement deux saisons. 
Les hautes eaux se déroulent du mois de mars au mois de mai, ce qui correspond à la fonte des neiges de son bassin. Dès la fin du mois de mai, le débit de la rivière baisse rapidement, ce qui mène à la période des basses eaux. Celle-ci a lieu de juillet à février inclus, avec cependant une reprise du débit en fin d'automne-début d'hiver (de novembre à janvier) qui traduit les précipitations nettement plus fortes durant cette saison. Mais la rivière conserve durant toute la période dite des "basses eaux" un débit très solide, les multiples et immenses marais de Pinsk jouant le rôle de tampon. 
Le débit moyen mensuel observé en septembre (minimum d'étiage) est de 249 m3/s, soit plus d'un cinquième du débit moyen du mois d'avril (1 214 m3/s), ce qui témoigne de l'amplitude assez modérée des variations saisonnières. Sur la durée d'observation de 20 ans, le débit mensuel minimal a été de 110 m3/s (octobre), tandis que le débit mensuel maximal s'élevait à 3 310 m3/s (avril).

## Navigabilité

Paysage verdoyant de la vallée du Pripiat

Le Pripiat est navigable à partir de la ville de Pinsk, jusqu'à son confluent avec le Dniepr/Dnipro. Depuis Pinsk, un canal a été construit dès la fin du XVIIIe siècle, reliant le Pripiat au Boug occidental dans le bassin de la Vistule, au niveau de Brest-Litovsk. Ce canal Dniepr-Bug reliait le réseau navigable avant tout polonais de la Vistule avec le réseau navigable du Dniepr/Dnipro. Cette voie internationale est malheureusement interrompue par une digue sur le Boug près de Brest. C'est d'autant plus regrettable que c'est la seule voie permettant de naviguer en eau douce depuis l'Europe occidentale (notamment Paris ou Bruxelles, Liège ou Bâle) jusqu'à Kyïv (et plus loin jusqu'à la mer Noire).
Le gouvernement biélorusse a annoncé un programme, déjà en bonne voie, de remise en état de ce canal, programme qui devrait se prolonger les prochaines années.
Ce projet de voie navigable E40 est fortement contesté car il met en danger la plus grande zone humide d'Europe et devrait entraîner une contamination radioactive de la partie en aval de la centrale de Tchernobyl et affecter l'alimentation en eau potable de millions d'Ukrainiens, selon l'ACRO.